# Ulysses S. Grant Memorial
O Ulysses S. Grant Memorial (em português:  Memorial Ulysses S. Grant) é um memorial nacional em Washington, D.C., erguido na base do lago do Congresso, na Colina do Capitólio em homenagem ao general e presidente Ulysses S. Grant.

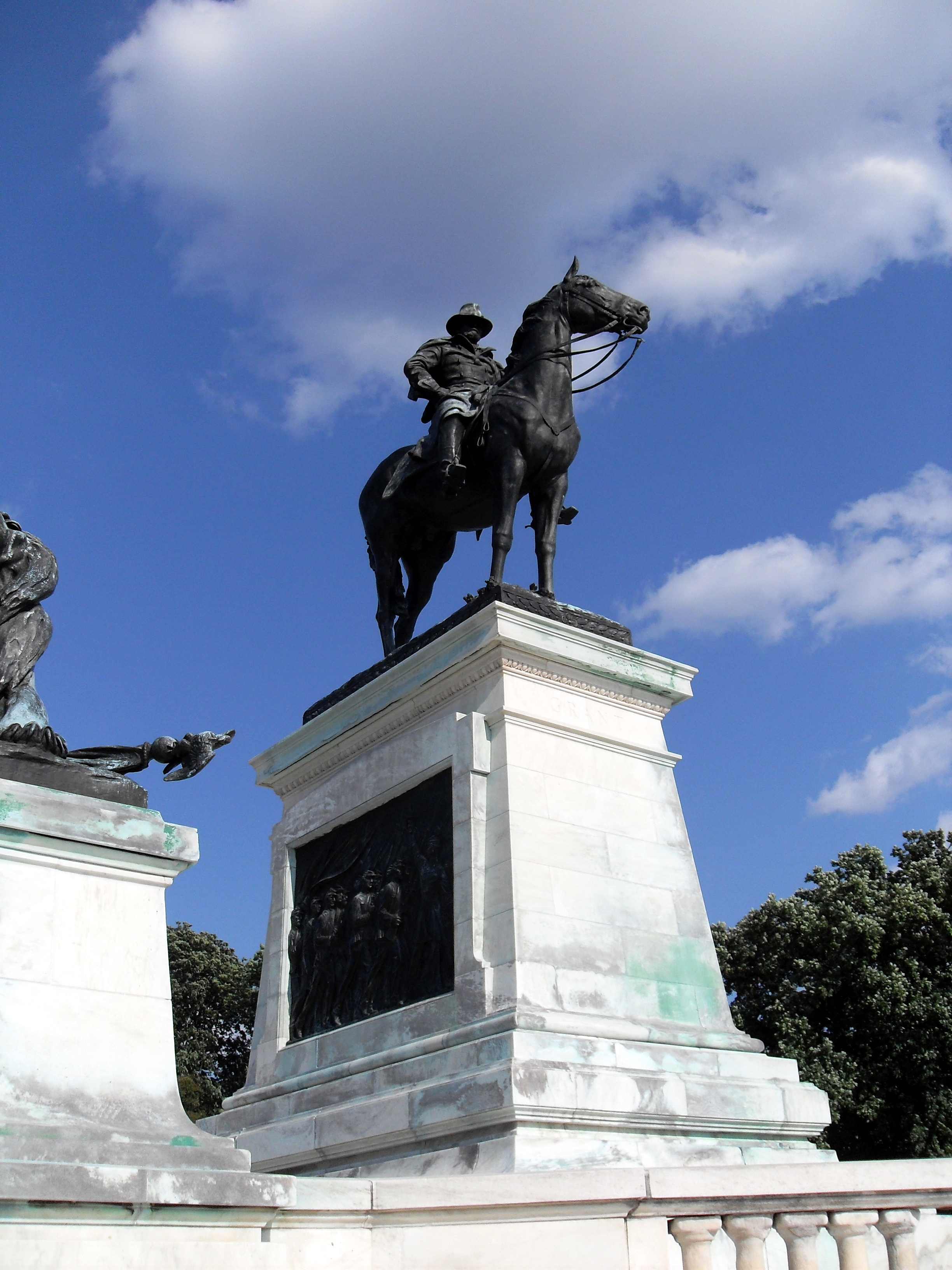

O Memorial constitui a maior estátua equestre dos EUA e a segunda maior do mundo, sendo superada apenas pelo monumento ao rei Vítor Emanuel II, em Roma.  A Sociedade do Exército do Tennessee começou em 1890 o esforço do que culminou com a dedicação do memorial décadas mais tarde.
Sua escultura central de Grant a cavalo está voltada para o oeste, com vista para o Espelho de Água do Capitólio e em direção ao Lincoln Memorial, que homenageia o presidente de Grant durante a guerra. A estátua de Grant é erguida em um pedestal decorado com relevos de bronze da infantaria; pedestais de flanco sustentam estátuas de leões protetores e representações de bronze da cavalaria e artilharia da União. O conjunto está conectado com plataformas revestidas de mármore, balaustradas e escadas. Os memoriais Grant e Lincoln definem as extremidades leste e oeste, respectivamente, do National Mall.

## Galeria

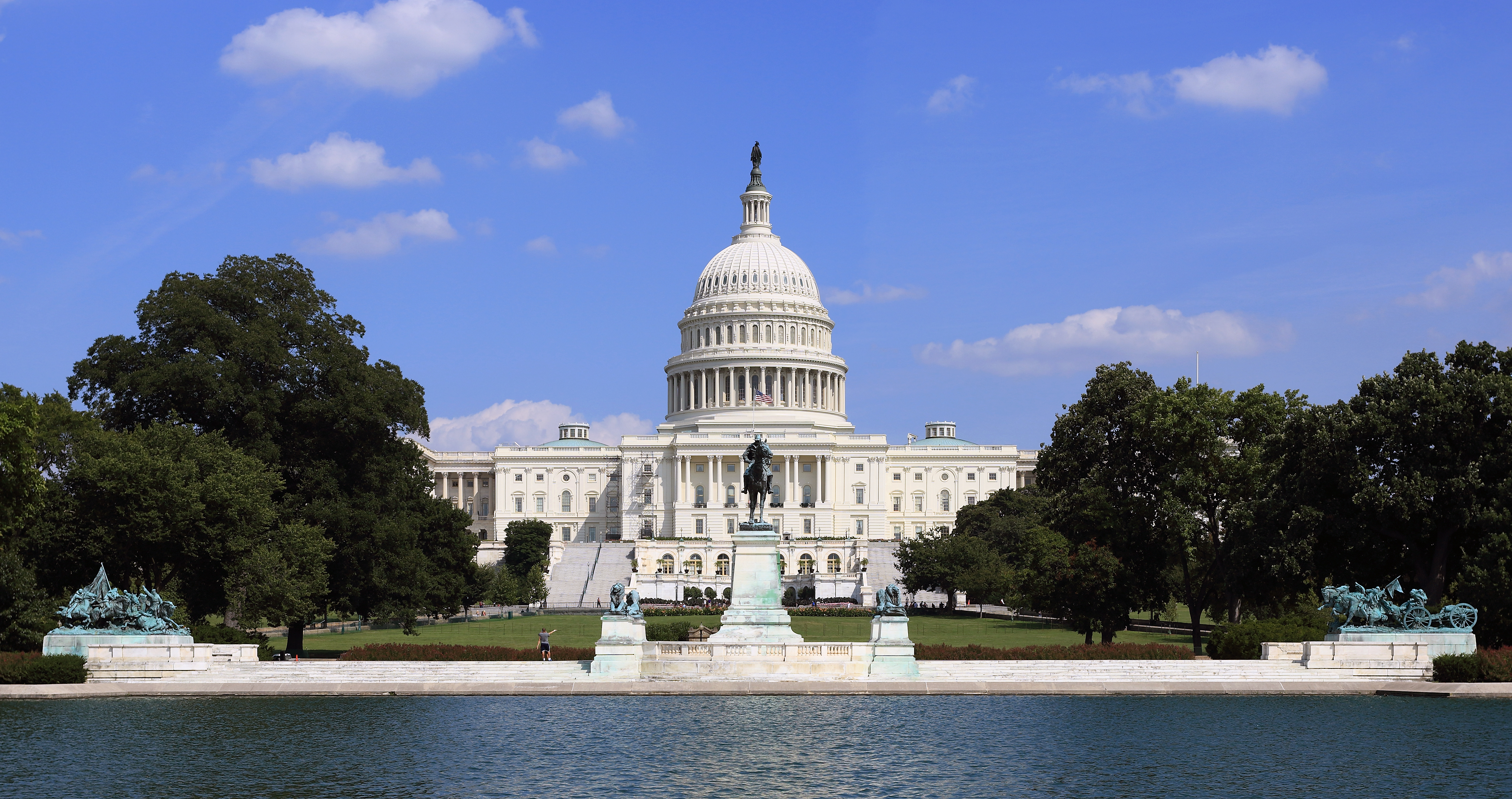
Grant Memorial e Espelho de Água do Capitólio
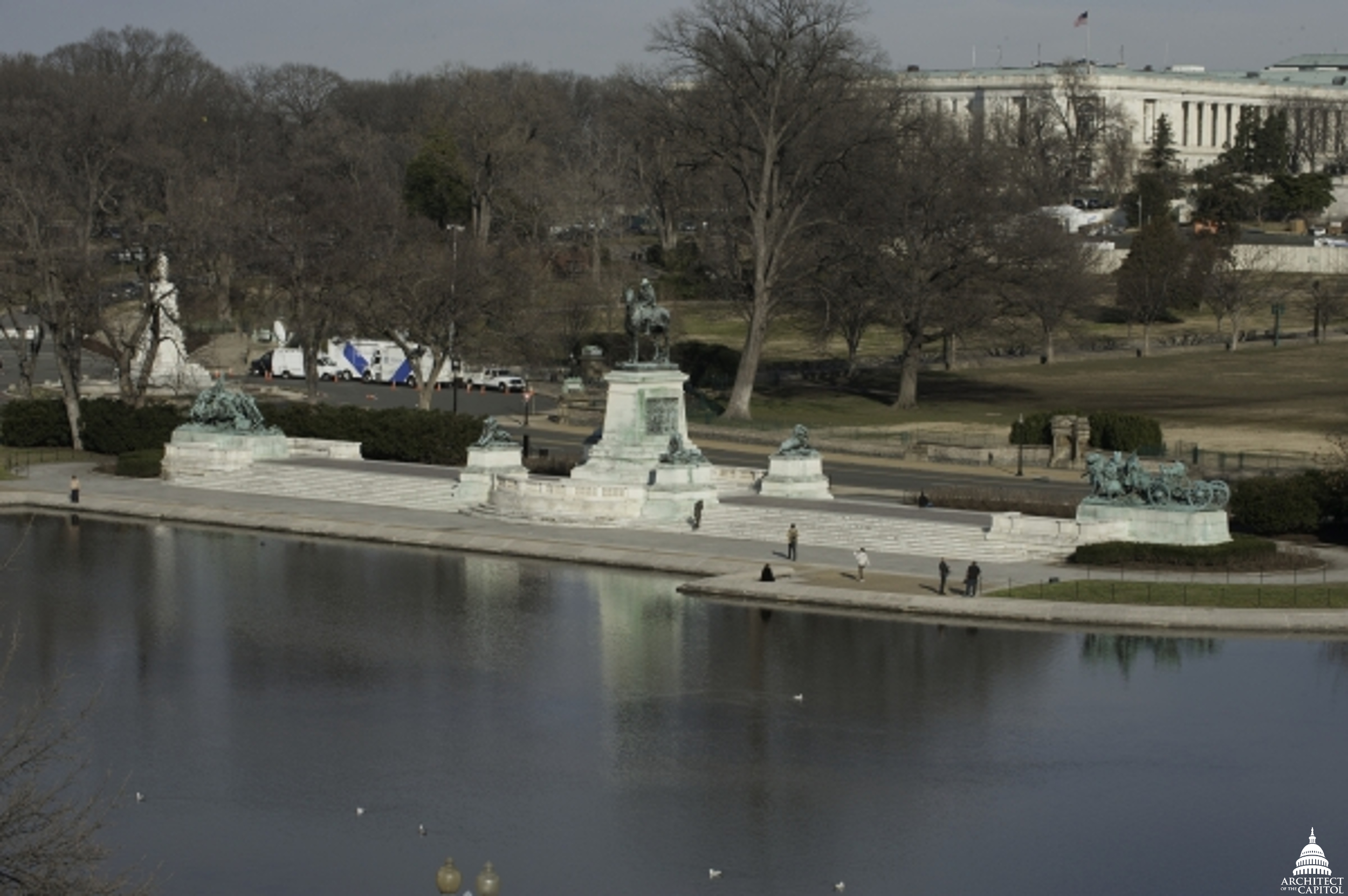
Vista aérea
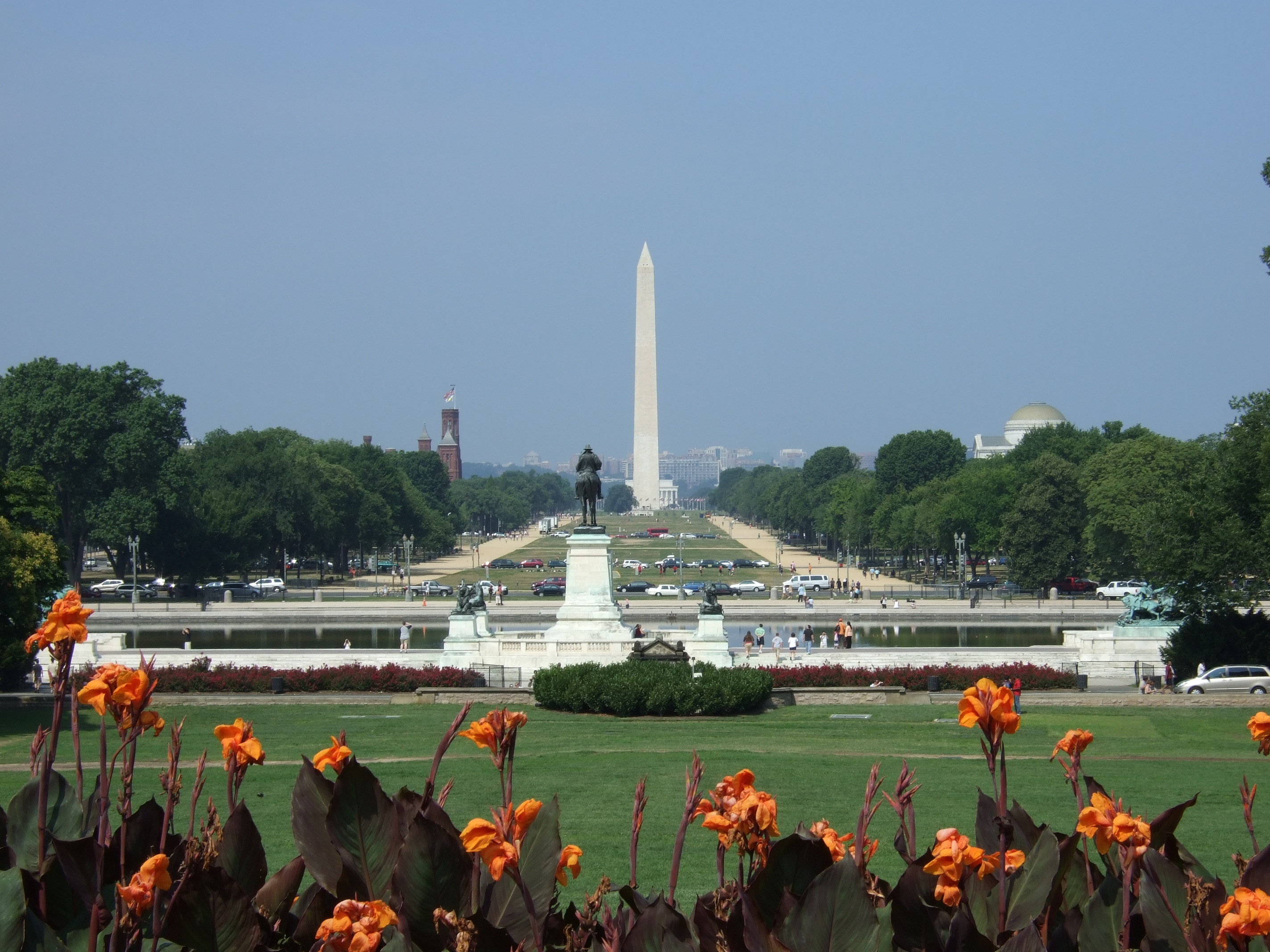
Grant Memorial visto do leste com o National Mall ao fundo
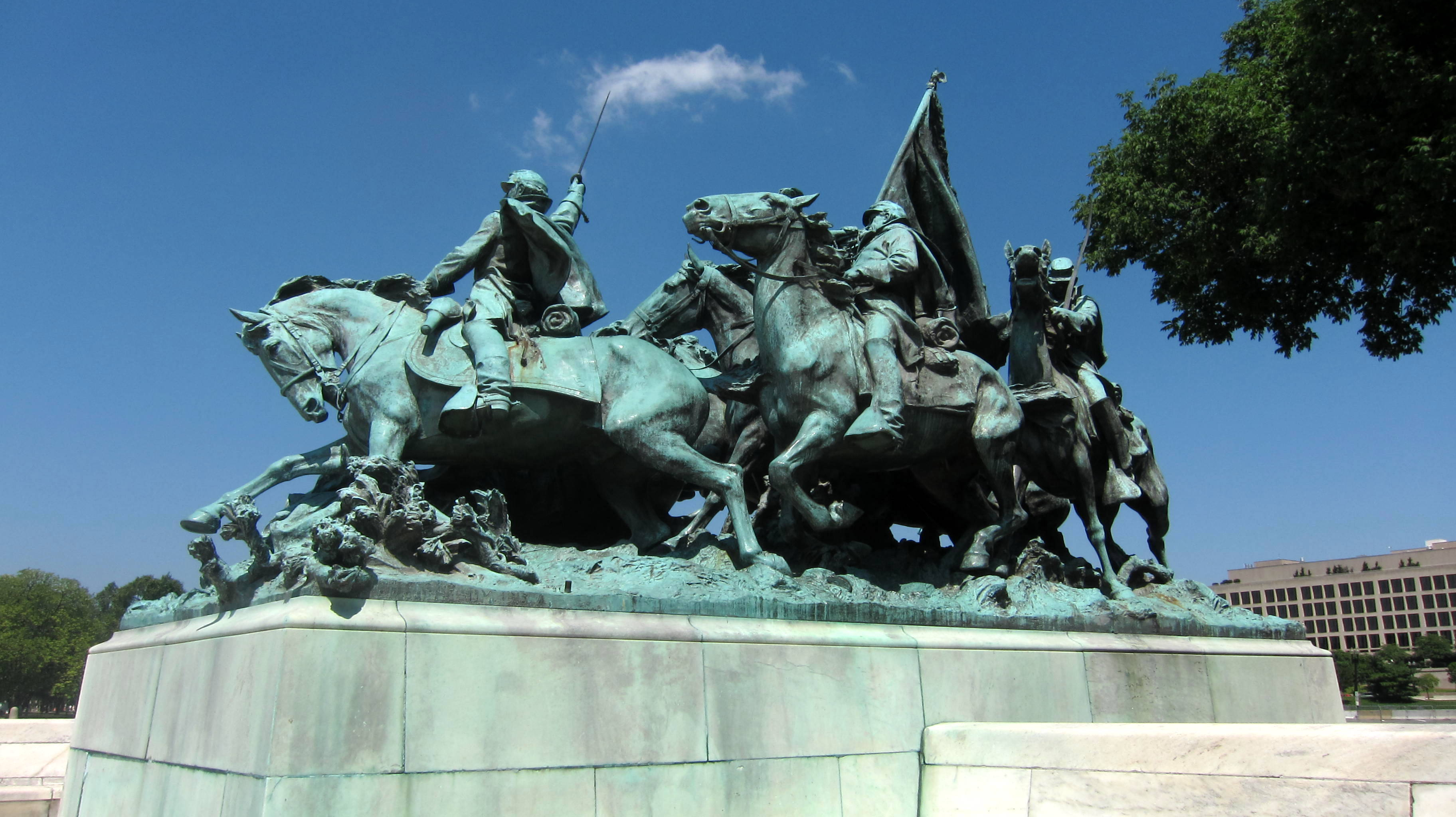
Carga de cavalaria
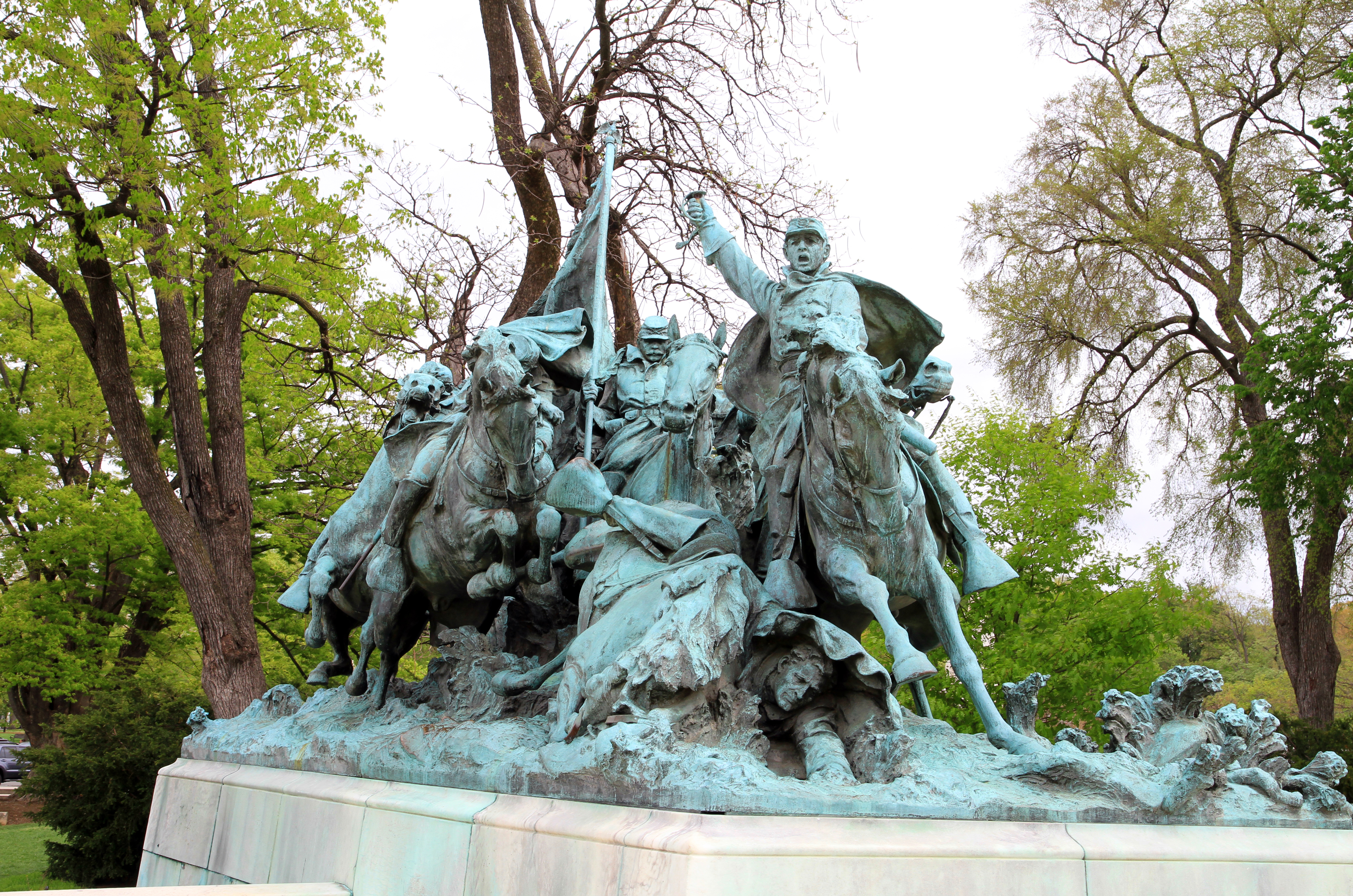
Carga de cavalaria
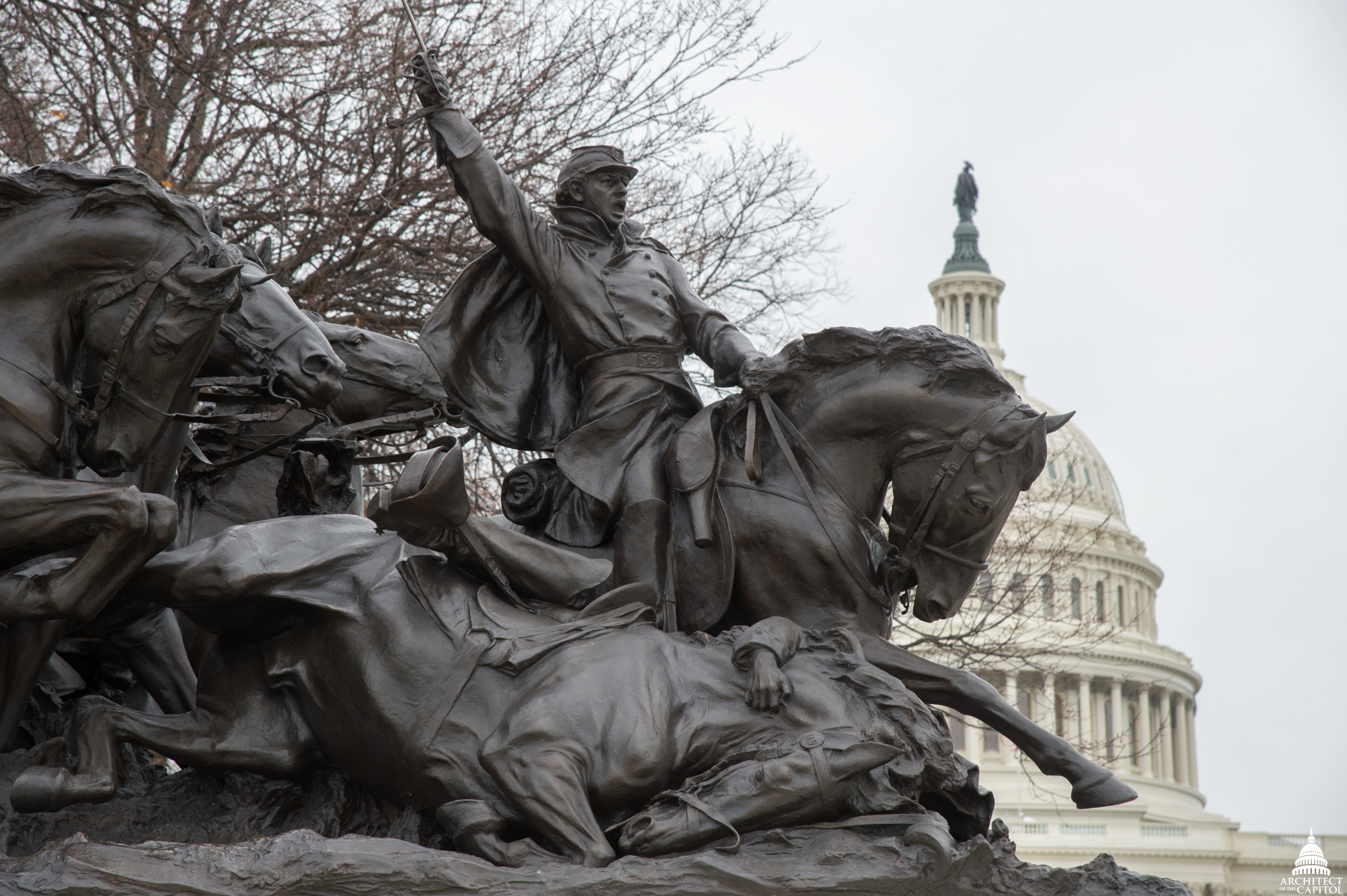
Carga de cavalaria com bronze restaurado
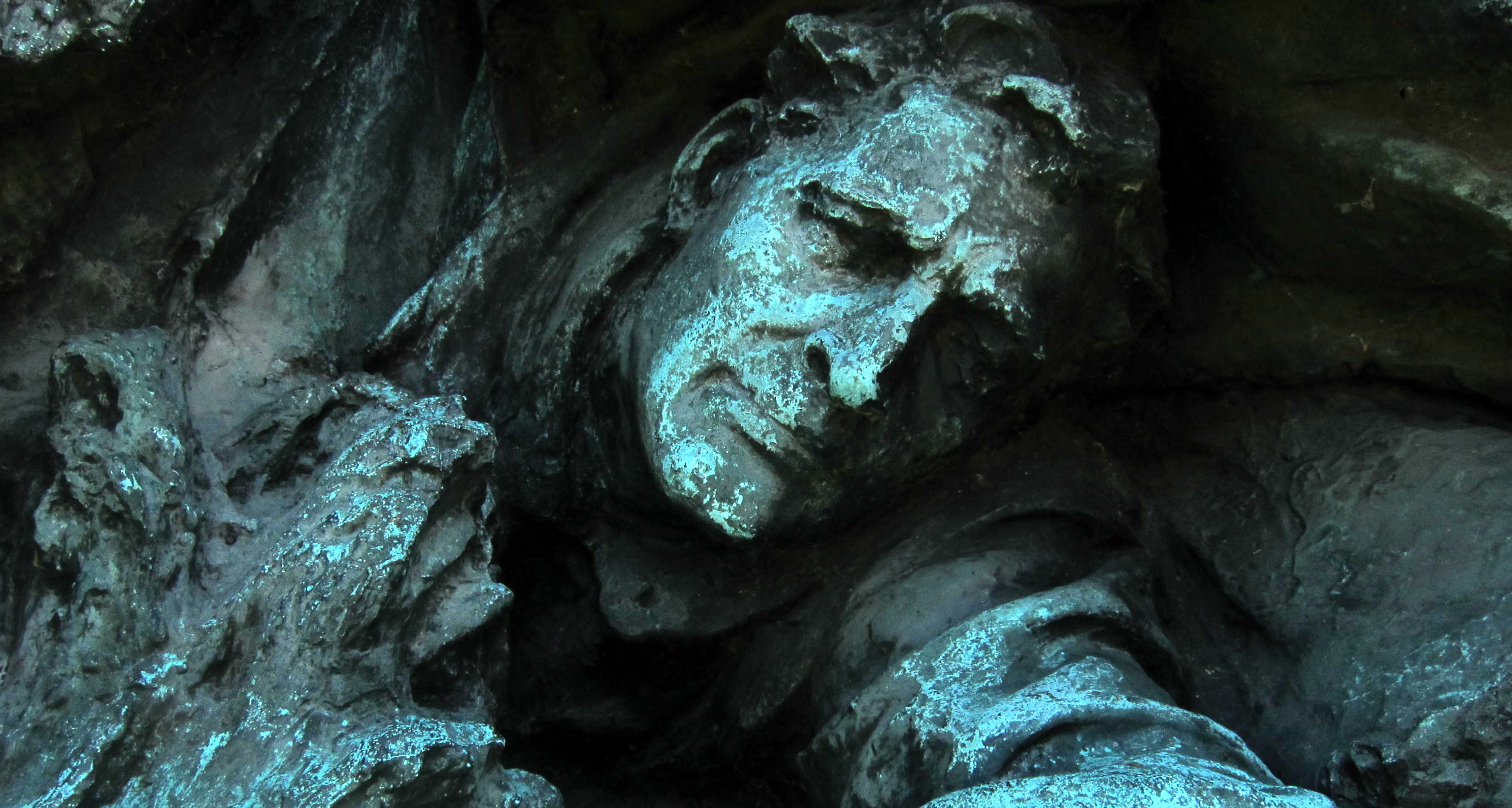
Detalhe da Carga de Cavalaria (possível autorretrato de Henry Shrady).
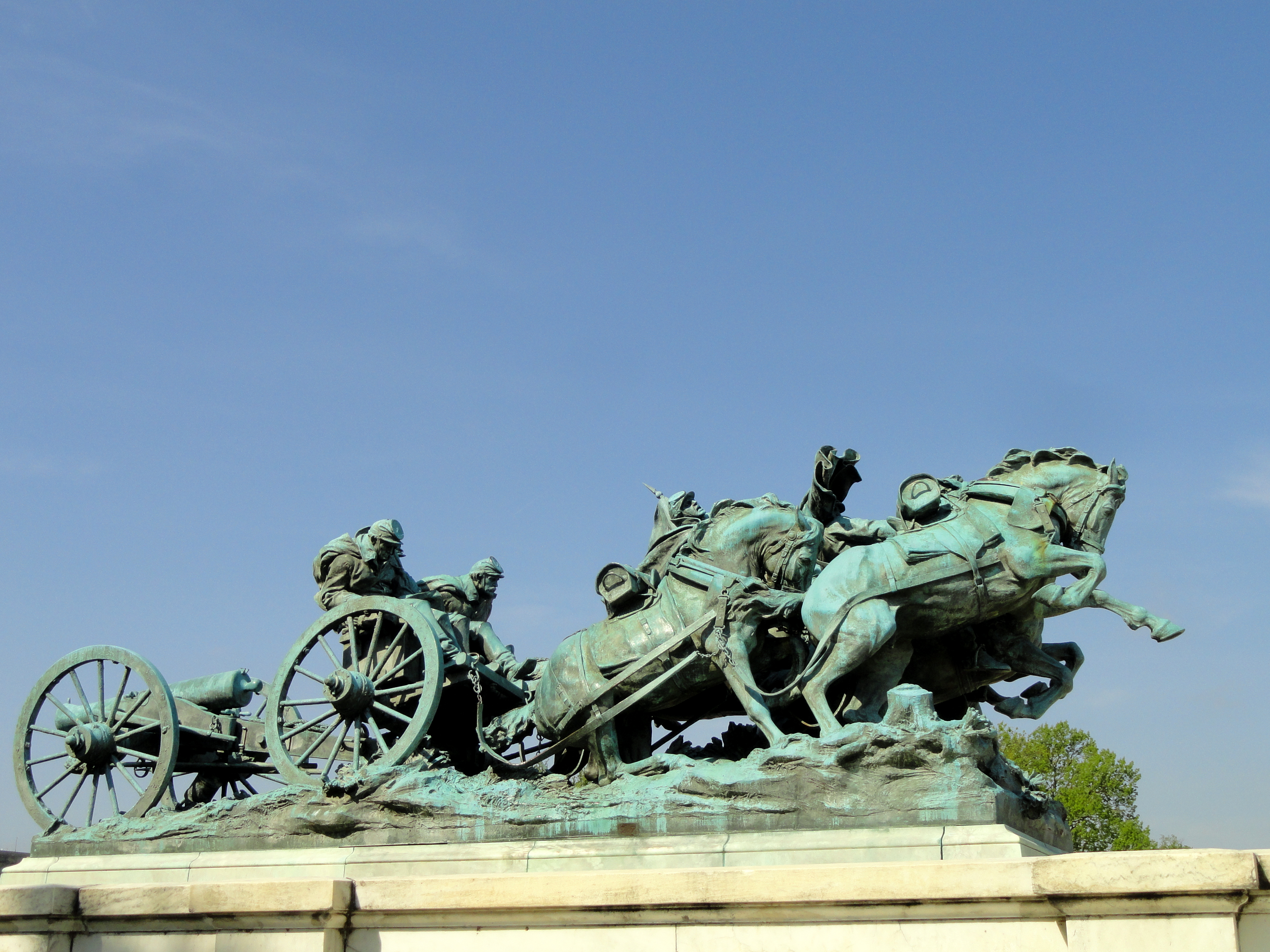
Artilharia.
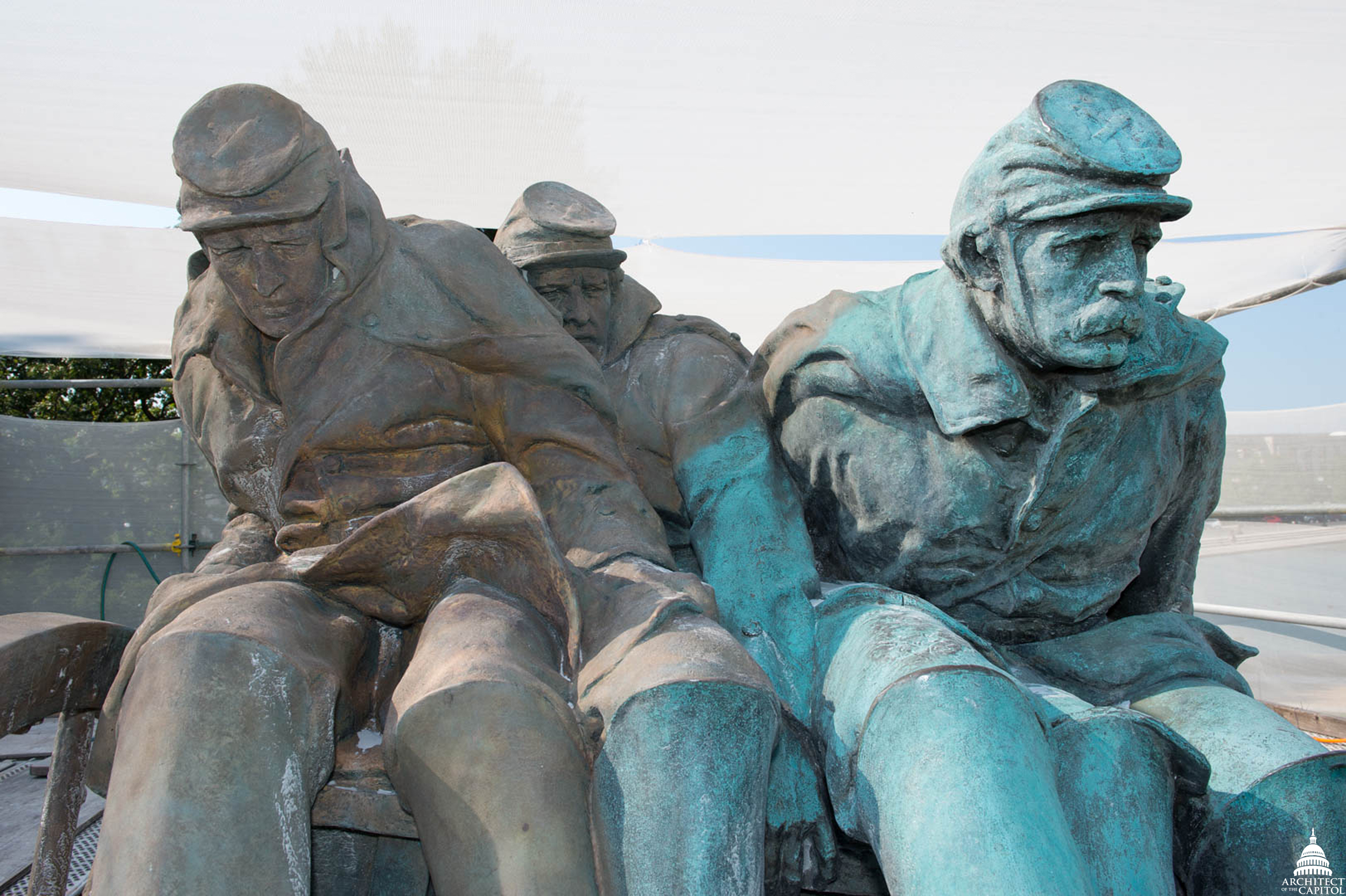
Uma seção do memorial durante a restauração de 2015-2016
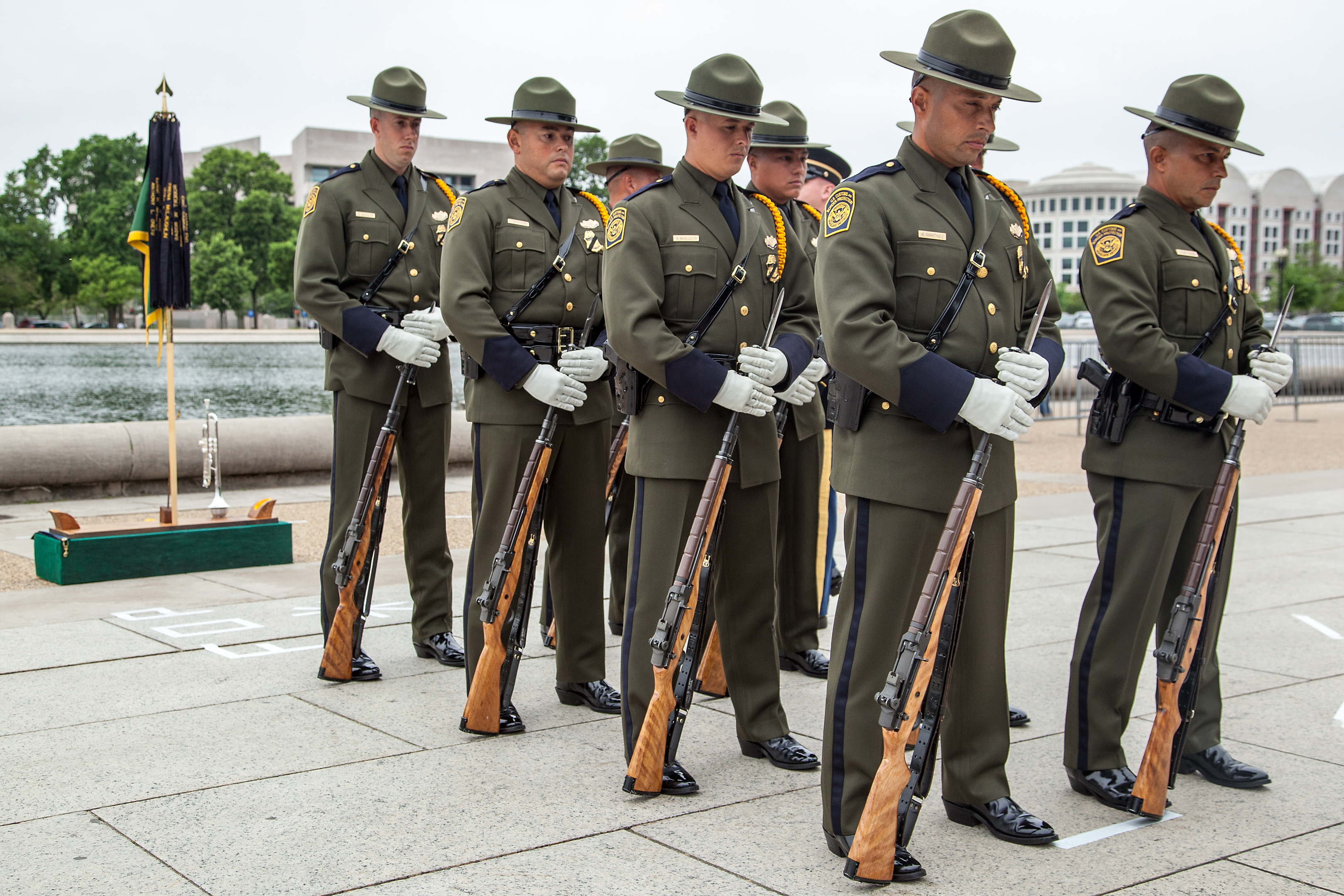
Um guarda de honra da Alfândega e Proteção de Fronteiras dos EUA no Memorial Ulysses S. Grant no Dia do Memorial dos Oficiais da Paz em maio de 2013.